# Prasonicella
Prasonicella là một chi nhện trong họ Araneidae.